# Le Monde perdu (film, 1925)
Pour les articles homonymes, voir Lost World (homonymie) et Le Monde perdu.
Pour plus de détails, voir Fiche technique et Distribution.
Le Monde perdu (The Lost World) est un film américain de Harry O. Hoyt réalisé en 1925, adapté du livre de Arthur Conan Doyle (Le Monde perdu).

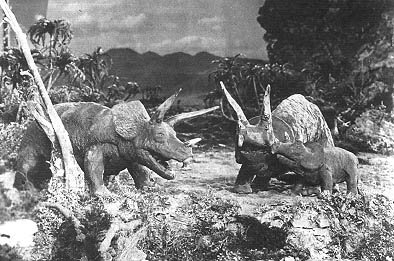
Une scène du film.

Tombé dans le domaine public et libre de droits d'auteurs, The Lost World a marqué son époque pour ses effets spéciaux révolutionnaires, désigné comme ayant une « importance culturelle, historique ou esthétique » par la National Film Registry, et sélectionné pour conservation à la Bibliothèque du Congrès.

## Synopsis
Gladys désire désespérément épouser un aventurier, mais son prétendant Edward est loin de correspondre à son idée de l'homme idéal. Ce dernier, journaliste à Londres, se sent repoussé et cherche à prouver son amour et sa valeur.
Au même moment, l'explorateur Maple White se retrouve prisonnier sur un plateau en Amérique du sud. Sa fille Paula contacte le professeur Challenger pour monter une expédition de secours. D'après les croquis de l'explorateur porté disparu, Challenger annonce publiquement que les dinosaures parcourent toujours la terre, déclaration accueillie avec scepticisme par la communauté scientifique. Edward voit là une occasion de se lancer tête baissée dans une grande aventure.
Challenger, Paula White, le professeur Summerlee, le chasseur John Roxton, et Edward embarquent pour la jungle amazonienne. Les voyageurs finissent par atteindre leur but, et un spectacle fantastique s'offre à leurs yeux : un monde perdu peuplé de créatures préhistoriques...
Après une série de péripéties, les explorateurs rentrent à Londres. Un Brontosaurus ramené du plateau s'échappe et sème la panique en ville. Edward découvre que Gladys a épousé un autre homme en son absence, et gagne le cœur de Paula.

## Fiche technique
- Titre original : The Lost World
- Titre français : Le Monde perdu
- Réalisation : Harry O. Hoyt
- Scénario : Marion Fairfax
- Histoire : Sir Arthur Conan Doyle, d'après son roman Le Monde perdu
- Directeur de la photographie : Arthur Edeson
- Montage : George McGuire
- Décorateur de plateau : Milton Menasco
- Effets spéciaux : Willis O’Brien, assisté notamment de Devereaux Jennings et Ralph Hammeras
- Maquettes : Marcel Delgado
- Production : Earl Hudson, Watterson R. Rothacker et Jamie White (producteur exécutif)
- Distribution : First National (U.S.A.)
- Pays de production :  États-Unis
- Format : Noir et blanc. (Couleur : hand-colored & tinted and toned )
- Ratio : 1.33 : 1 Format 35 mm
- Son : Muet
- Genre : Aventure, Fantastique, Horreur
- Durée :
  - États-Unis : 106 minutes (Original Version 1925)
  - États-Unis : 64 minutes (Alternate Version 1991)
  - États-Unis : 100 minutes (George Eastman House Restoration 1998)
  - États-Unis : 93 minutes (Alternate Version 2000)
- Date de sortie : 
  - États-Unis : 2 février 1925 (première), 22 juin 1925 (sortie nationale)

## Distribution
- Wallace Beery : Le professeur Challenger
- Bessie Love : Paula White
- Lloyd Hughes : Edward Malone
- Lewis Stone :  Sir John Roxton
- Arthur Hoyt : Le professeur Summerlee
- Alma Bennett : Gladys Hungerford
- Bull Montana : L’homme-singe
- Finch Smiles : Austin
- Margaret McWade : Mme Challenger
- Jules Cowles : Zambo
- Jocko (singe) : Jocko, le singe
- Gilbert Roland : Un extra (non crédité)

## Autour du film
Ce fut le premier film projeté dans un avion, un Handley Page Type O d'Imperial Airways sur la ligne Londres-Paris le 7 avril 1925,,.

### Adaptation
Le film est une libre adaptation du roman éponyme de Sir Arthur Conan Doyle paru en 1912. Le personnage de Paula White est une invention de la scénariste Marion Fairfax pour renverser les valeurs "masculines" du roman : une présence féminine idéale pour placer une romance. Dans le roman, c'est un pterodactyle qui est ramené du plateau, et non un Brontosaurus comme dans le long-métrage.

### Effets spéciaux
Les effets spéciaux sont réalisés par Willis O’Brien. Le tournage a nécessité l'utilisation de quelque cinquante modèles réduits de dinosaures, construits en un peu plus d'un an par le Mexicain Marcel Delgado. Ces figurines étaient constituées d’une armature d’acier, recouvertes d'éponge et de caoutchouc. Certains modèles possédaient un appareil respiratoire fabriqué à l'aide d'une vessie de ballon de football.
Pour l'animation des animaux préhistoriques, chaque minute de projection nécessita 960 images représentant autant de mouvements légèrement différents d’une ou de plusieurs figurines, un travail de patience qui demanda quatorze mois. Il fallait ensuite tourner les séquences avec les acteurs réels afin de les superposer à l'action déjà enregistrée, par la technique de l'animation en volume.
La technique sera réutilisée et peaufinée dans King Kong en 1933.

## Vidéothèque
Le Monde Perdu, Lobster Films, 2016, DVD Film + Bonus de Willis O' Brien. Musique originale de Robert Israel.